# 日産・240RS
240RSは、日産自動車が1983年、当時グループBで争われていたWRCに参戦するために開発した、ラリー競技専用のホモロゲーションモデルまたは同競技車両である。WRCへの参戦は、グループB規定が廃止される1986年まで行われた。

## 概要
1983年から1986年まで参戦したWRCでの最高成績は2位。マシンの開発には、元レーシングドライバーで当時日産のワークスドライバーだった長谷見昌弘らも参加していた。車名の由来は、排気量2,400ccのエンジンを搭載していることと、最高出力の240馬力にちなんで、といわれている。
ベースとなったのは3代目シルビア（S110型）の後期型で、ボディタイプは大きな開口部のないノッチバッククーペが選択された。
生産台数はグループBの認定に必要な200台をわずかに上回る200数台といわれている。主に左ハンドルのモデルが販売されたが、極少数右ハンドル車が存在した。一説では、総生産台数の内、左ハンドル車が150台、右ハンドル車が50台生産され、この中の30台ほどがWRCや各国の国内ラリー選手権に使用されたとされている。
日本国内でもラリー関係者を中心に少数が販売されたが、詳細な記録が残っておらず、正確な販売台数は不明である。
240RSのホモロゲーションモデルおよびカスタマースペック車（ロードモデル）に使われたのは2,340cc・240PS のFJ24型である。燃料供給は後述するエボリューションモデルも含め、いずれもキャブレターだった。
240RSのワークスカーには275PS（一説には280psとも）を発生するFJ24改を搭載するエボリューションモデルが存在した。エボモデルではブレーキもφ261mmのベンチレーテッドディスクに強化され、ハンドブレーキは油圧式に変更。燃料タンクの容量も7L増やされるなどの変更が行われている。1985年のサファリラリーモデルでは、わずかにボアアップを受け排気量が2,391ccに引き上げられた。
FJ24型エンジンは日本国内で販売されていたFJ20E型とは構造が異なり、ほとんど共通パーツがない。ゆえに、FJ20E型のボアアップ版という説があるがこれは誤りで、実際はFJ20E型とは全く別設計の競技用エンジンである。
最大出力は300馬力以下だったが、生産台数が5,000台に満たなかったため、WRCがグループA車両で行われるようになった1987年以降は、競技に参加できなかった。
このマシンは海外ラリー競技用という性格から海外での販売を見込んでおり、日本国内での販売を想定していなかった。ゆえに、日本の排気ガス規制のクリアは考慮されていなかった。カスタマー・スペック車も、他のグループBカーのロードモデルのように一般ユースに適する仕様・内外装に修正したものではなく、即ラリーに投入可能な競技仕様のままで生産されていた。そのため、シンプルで堅牢なメカニズムも相まって、プライベーターに重宝されることとなった。
240RS登場の前年、ベースモデルとなったS110型シルビアにLZ20B型（215PS）を搭載したグループ4仕様車が、1982年の第30回サファリラリーに出場し、総合3位を獲得している。
また、LZ20B型の排気量アップ版であるLZ24B型が開発され、同じくグループ4仕様のS110型シルビアに搭載され、数戦の海外ラリーに参戦している。これらは翌年に発表を控えた240RSのテストベッド的な車両だったといわれている。
2006年のニスモフェスティバルでは、日産自動車の有志の手でレストアされたワークスマシンが完成し、デモランを行った。現在この車両は日産の座間記念車庫に保管されている。
またローカル競技ではあるが、240RSは日本のあるエンスージアストの手により2006年のタルガ・タスマニア・ラリーに参戦し、クラス優勝を飾った。